# James Burnham
James Burnham (22. listopadu 1905, Chicago – 28. července 1987, Connecticut) byl americký filozof a politický teoretik. Byl faktickým vůdcem amerického trockistického hnutí. V pozdějších letech Burnham opustil marxismus a obrátil se do politické pravice. Jeho nejznámějším dílem je Manažerská revoluce z roku 1941. V roce 1955 pomohl založit časopis National Review, do kterého psal příspěvky po zbytek života. V roce 1983 mu prezident Ronald Reagan udělil Prezidentskou medaili svobody. Na začátku listopadu 1978 jej postihla mozková mrtvice, která ovlivnila jeho zdraví a krátkodobou paměť. Zemřel na rakovinu ledvin a jater doma v Kentu ve státě Connecticut dne 28. července 1987. Byl pohřben v Kentu 1. srpna 1987.
Burnhamnovy myšlenky dále rozvíjel filosof a spisovatel Samuel T. Francis.

## Dílo
výběr
- Úvod do filozofické analýzy
- Manažerská revoluce
- Válka a dělníci
- Případ pro De Gaulle
- Kongres a americká tradice
- Izolaci nebo osvobození?